# Hersilia lelabah
Hersilia lelabah är en spindelart som beskrevs av Cristina A. Rheims och Antonio D. Brescovit 2004. Hersilia lelabah ingår i släktet Hersilia och familjen Hersiliidae. Inga underarter finns listade i Catalogue of Life.